# Candona peirci
Candona peirci är en kräftdjursart som beskrevs av Turner 1895. Candona peirci ingår i släktet Candona och familjen Candonidae. Inga underarter finns listade.